# Hana Zelená
Hana Zelená (* 16. září 1969) je česká viroložka a výzkumnice. Působí jako vedoucí Národní referenční laboratoře na Zdravotním ústavu v Ostravě.
Během pandemie covidu-19 se v médiích aktivně vyjadřovala k problematice vakcín, léků proti nemoci či ochranným opatřením proti jejímu šíření. V senátních volbách v roce 2022 kandidovala jako nestranička do Senátu PČR za stranu PRO v senátním obvodu č. 70 – Ostrava-město. Se ziskem 14,03 % hlasů skončila na třetím místě a do druhého kola voleb tak nepostoupila. V evropských volbách v roce 2024 kandidovala z 18. místa kandidátní listiny Svobodných, ale neuspěla. Za svou práci o virech přenášených komáry získala ocenění od ministra zdravotnictví Vlastimila Válka.
Žije v Ostravě, konkrétně v její části Moravská Ostrava.[zdroj?]